# Tennis Masters Cup 2001
Der Tennis Masters Cup 2001 fand vom 12. bis 18. November 2001 im Sydney SuperDome in Sydney, Australien statt; es wurde in der Halle auf Hartplatz gespielt und war die 32. Auflage des Wettbewerbs.
Der entsprechende Doppelwettbewerb fand – anders als bei den folgenden Tennis Masters Cups – nicht am selben Ort statt, sondern in Bangalore, Indien auf Freilufthartplätzen. Das Turnier war ebenfalls am Ende der Saison 2001 angesetzt, musste aber wegen Sicherheitsbedenken auf den Zeitraum zwischen 28. Januar und 3. Februar 2002 verschoben werden. Es war die 28. Auflage des Doppelbewerbs, der hier einmalig unter dem Namen ATP World Doubles Challenge Cup veranstaltet wurde.
Im Gegensatz zu allen anderen Turnieren auf der ATP Tour wurden die Abschlussturniere nicht durchgehend im K.-o.-System durchgeführt. Stattdessen trafen die acht Teilnehmer bzw. Paarungen im Doppel, in zwei Gruppen unterteilt, zunächst im Round-Robin-Modus aufeinander, bei dem die zwei besten Spieler beider Gruppen ins Halbfinale vorstießen. Erst ab diesem wurde das Turnier mit Ausscheidungsrunden gespielt. Ebenfalls anders zu den anderen ATP-Turnieren wurde das Preisgeld ausgezahlt. Hier zählte nicht allein die Platzierung, sondern auch die gewonnenen Matches. Insgesamt betrug der Preisgeldpool 4,05 Millionen US-Dollar, wovon 350.000 Dollar für das Doppel vorgesehen waren.
Sieger wurde der Australier Lleyton Hewitt. Es wurde sein erster von zwei Titeln beim Tennis Masters Cup. Die Doppelkonkurrenz gewannen Ellis Ferreira und Rick Leach. Für Ferreira war es der erste, für Leach der zweite Titel.

## Preisgeld und Punkte
Das Preisgeld betrug 4,05 Millionen US-Dollar. Das Preisgeld wird kumuliert. Ein Turniersieger ohne Niederlage würde demnach 1.500 Punkte und 1.520.000 US-Dollar im Einzel bzw. 161.500 US-Dollar im Doppel bekommen.
| Runde                     | Einzel    | Doppel 1 | Punkte |
| ------------------------- | --------- | -------- | ------ |
| Turniersieger             | 700.000 $ | 72.000 $ | 250    |
| Halbfinalsieger           | 370.000 $ | 40.000 $ | 200    |
| Gruppenphase pro Sieg     | 120.000 $ | 16.500 $ | 100    |
| Antrittsgeld              | 090.000 $ | —        | —      |
| Ersatzspieler (kein Sieg) | 050.000 $ | —        | —      |

## Einzel

### Qualifizierte Spieler
| Setzliste | Rang | Spieler             |
| --------- | ---- | ------------------- |
| 1         | 1    | Gustavo Kuerten     |
| 2         | 2    | Lleyton Hewitt      |
| 3         | 3    | Andre Agassi        |
| 4         | 4    | Juan Carlos Ferrero |
| 5         | 5    | Jewgeni Kafelnikow  |
| 6         | 6    | Patrick Rafter      |
| 7         | 7    | Sébastien Grosjean  |
| 8         | 8    | Goran Ivanišević    |

### Rosewall Gruppe

#### Ergebnisse
| Sieger              | Gegner              | Ergebnis       |
| ------------------- | ------------------- | -------------- |
| Jewgeni Kafelnikow  | Juan Carlos Ferrero | 4:6, 6:1, 7:65 |
| Goran Ivanišević    | Gustavo Kuerten     | 6:2, 6:72, 6:4 |
| Juan Carlos Ferrero | Gustavo Kuerten     | 7:63, 6:2      |
| Jewgeni Kafelnikow  | Goran Ivanišević    | 6:3, 6:4       |
| Jewgeni Kafelnikow  | Gustavo Kuerten     | 6:2, 4:6, 6:3  |
| Juan Carlos Ferrero | Goran Ivanišević    | 7:64, 7:65     |

#### Tabelle
| Pos. | Setzliste | Spieler             | Sätze | Punkte |
| ---- | --------- | ------------------- | ----- | ------ |
| 1    | 5         | Jewgeni Kafelnikow  | 6:2   | 3:0    |
| 2    | 4         | Juan Carlos Ferrero | 5:2   | 2:1    |
| 3    | 8         | Goran Ivanišević    | 2:5   | 1:2    |
| 4    | 1         | Gustavo Kuerten     | 2:6   | 0:3    |

### Newcombe Gruppe

#### Ergebnisse
| Sieger             | Gegner             | Ergebnis       |
| ------------------ | ------------------ | -------------- |
| Lleyton Hewitt     | Sébastien Grosjean | 3:6, 6:2, 6:3  |
| Andre Agassi       | Patrick Rafter     | 4:6, 6:1, 7:65 |
| Lleyton Hewitt     | Andre Agassi       | 6:3, 6:4       |
| Sébastien Grosjean | Patrick Rafter     | 6:2, 6:4       |
| Sébastien Grosjean | Andre Agassi       | 6.3, 6:4       |
| Lleyton Hewitt     | Patrick Rafter     | 7:5, 6:2       |

#### Tabelle
| Pos. | Setzliste | Spieler            | Sätze | Punkte |
| ---- | --------- | ------------------ | ----- | ------ |
| 1    | 2         | Lleyton Hewitt     | 6:1   | 3:0    |
| 2    | 7         | Sébastien Grosjean | 5:2   | 2:1    |
| 3    | 3         | Andre Agassi       | 2:4   | 1:2    |
| 4    | 6         | Patrick Rafter     | 0:6   | 0:3    |

### Halbfinale
| Spieler            | Spieler             | Ergebnis |
| ------------------ | ------------------- | -------- |
| Lleyton Hewitt     | Juan Carlos Ferrero | 6:3, 6:3 |
| Sébastien Grosjean | Jewgeni Kafelnikow  | 6:4, 6:2 |

### Finale
| Spieler        | Spieler            | Ergebnis      |
| -------------- | ------------------ | ------------- |
| Lleyton Hewitt | Sébastien Grosjean | 6:3, 6:3, 6:4 |

## Doppel

### Qualifizierte Spieler
| Setzliste | Rang | Spieler                             |
| --------- | ---- | ----------------------------------- |
| 1         | 1    | Donald Johnson Jared Palmer         |
| 2         | 2    | Mahesh Bhupathi Leander Paes        |
| 3         | 3    | Petr Pála Pavel Vízner              |
| 4         | 4    | Bob Bryan Mike Bryan                |
| 5         | 5    | Mark Knowles Brian MacPhie          |
| 6         | 6    | Ellis Ferreira Rick Leach           |
| 7         | 7    | Chris Haggard Tom Vanhoudt          |
| 8         | 8    | John-Laffnie de Jager Robbie Koenig |

### Touchtel Gruppe

#### Ergebnisse
| Sieger                      | Gegner                      | Ergebnis        |
| --------------------------- | --------------------------- | --------------- |
| Donald Johnson Jared Palmer | Bob Bryan Mike Bryan        | 7:64, 6:3       |
| Ellis Ferreira Rick Leach   | Chris Haggard Tom Vanhoudt  | 6:73, 6:1, 6:3  |
| Donald Johnson Jared Palmer | Chris Haggard Tom Vanhoudt  | 6:78, 7:63, 6:3 |
| Bob Bryan Mike Bryan        | Ellis Ferreira Rick Leach   | 6:4, 5:7, 6:4   |
| Bob Bryan Mike Bryan        | Chris Haggard Tom Vanhoudt  | 6:3, 6:2        |
| Ellis Ferreira Rick Leach   | Donald Johnson Jared Palmer | 6:4, 7:63       |

#### Tabelle
| Pos. | Setzliste | Spieler                     | Spiele | Sätze | Punkte |
| ---- | --------- | --------------------------- | ------ | ----- | ------ |
| 1    | 6         | Ellis Ferreira Rick Leach   | 46:38  | 5:3   | 2:1    |
| 2    | 1         | Donald Johnson Jared Palmer | 42:38  | 4:3   | 2:1    |
| 3    | 4         | Bob Bryan Mike Bryan        | 38:33  | 4:3   | 2:1    |
| 4    | 7         | Chris Haggard Tom Vanhoudt  | 32:49  | 2:6   | 0:3    |

### Bharti Gruppe

#### Ergebnisse
| Sieger                       | Gegner                              | Ergebnis       |
| ---------------------------- | ----------------------------------- | -------------- |
| Mahesh Bhupathi Leander Paes | Mark Knowles Brian MacPhie          | 7:64, 5:7, 6:3 |
| Petr Pála Pavel Vízner       | John-Laffnie de Jager Robbie Koenig | 6:3, 6:2       |
| Mark Knowles Brian MacPhie   | Petr Pála Pavel Vízner              | 6:1, 3:6, 7:5  |
| Petr Pála Pavel Vízner       | Mahesh Bhupathi Leander Paes        | 7:68, 7:5      |
| Mahesh Bhupathi Leander Paes | John-Laffnie de Jager Robbie Koenig | 6:2, 6:3       |
| Mark Knowles Brian MacPhie   | John-Laffnie de Jager Robbie Koenig | 6:3, 7:63      |

#### Tabelle
| Pos. | Setzliste | Spieler                             | Sätze | Punkte |
| ---- | --------- | ----------------------------------- | ----- | ------ |
| 1    | 3         | Petr Pála Pavel Vízner              | 5:2   | 2:1    |
| 2    | 5         | Mark Knowles Brian MacPhie          | 5:2   | 2:1    |
| 3    | 3         | Mahesh Bhupathi Leander Paes        | 4:3   | 2:1    |
| 4    | 8         | John-Laffnie de Jager Robbie Koenig | 0:6   | 0:3    |

### Halbfinale
| Spieler                   | Spieler                     | Ergebnis |
| ------------------------- | --------------------------- | -------- |
| Ellis Ferreira Rick Leach | Mark Knowles Brian MacPhie  | 6:2, 6:4 |
| Petr Pála Pavel Vízner    | Donald Johnson Jared Palmer | 6:4, 6:1 |

### Finale
| Spieler                   | Spieler                | Ergebnis             |
| ------------------------- | ---------------------- | -------------------- |
| Ellis Ferreira Rick Leach | Petr Pála Pavel Vízner | 6:76, 7:62, 6:4, 6:4 |